# Barmah
 (mars 2015).
Si vous disposez d'ouvrages ou d'articles de référence ou si vous connaissez des sites web de qualité traitant du thème abordé ici, merci de compléter l'article en donnant les références utiles à sa vérifiabilité et en les liant à la section « Notes et références ».
Barmah (201 habitants) est un hameau de l'État de Victoria en Australie. Il est situé à 260 km au nord de Melbourne et à 34 km au sud-est d'Echuca.
La région était habitée par les aborigènes "Yorta Yorta" avant l'arrivée des Européens en 1870.
Il a la particularité d'être la seule ville de l'État de Victoria à avoir une partie de la Nouvelle-Galles du Sud au sud de la ville. Ceci est dû au fait que la frontière entre les deux États est le cours du fleuve ; or, à Barmah, le fleuve qui coulait vers l'ouest va changer de direction et couler vers le sud-est avant de reprendre sa course vers l'ouest.
La ville a donné son nom à un chapeau australien, le "Barmah hat", un chapeau qui peut se plier et se mettre dans un sac (la devise en est "hat in a bag").

## Environnement
Barmah est située à proximité de la plus grande (65 000 hectares) forêt de gommiers rouges au monde — le parc de Barmah — qui a longtemps été exploitée par les Européens pour les qualités du bois de gommier, en raison des besoins énormes en bois, surtout pour les traverses de chemins de fer. Ce parc, outre ses gommiers rouges, est connu pour être un des principaux lieux de reproduction de la morue de Murray et d'une perruche menacée, la perruche de Barraband. On y trouve aussi quelques ornithorynques, des pythons tapis et des Phascogales tapoafata. La forêt de Barmah est également reconnue site Ramsar depuis le 15 décembre 1982.
Mais c'est aussi l'endroit où a été pour la première fois identifié le virus de la forêt de Barmah ("Barmah forest virus"), un arbovirus transmis par les piqûres de moustique et responsable d'une polyarthrite pour laquelle on peut utiliser le paracétamol et/ou les anti-inflammatoires non stéroïdiens. Il n'y a pas de vaccin. Les mesures conseillées pour éviter d'être contaminés consistent en la destruction des larves de moustiques (pas d'eau croupissante), et à éviter les piqûres (vêtements longs, répulsifs, éviter de circuler au coucher du soleil ou par temps humide).